# Psammolitoral
Psammolitoral – piaszczysta strefa brzegowa zbiornika wodnego (zob. litoral), o dość znacznym falowaniu wody, które sprawia, iż drobne frakcje osadów dennych wypłukiwane są do głębszych miejsc zbiornika, pozostawiając na miejscu niemal czysty piasek.
zobacz też: psammal, supralitoral, eulitoral, infralitoral